# Агентство по ядерной и индустриальной безопасности Японии
Агентство по ядерной и индустриальной безопасности Японии (яп. 原子力安全・保安院 гэнсирёку андзэн хоанъин, англ. Nuclear and Industrial Safety Agency, NISA) — упразднённое подразделение Министерства экономики, торговли и промышленности Японии, осуществлявшее регулирование и надзор в области ядерной энергетики. Оно было создано в ходе Центральной правительственной реформы в 2001 году и упразднено в 2012 году, поскольку авария на АЭС Фукусима-1 продемонстрировала его неэффективность. Главный офис располагался в квартале Касумигасэки токийского спецрайона Тиёда, есть региональные представительства. Непосредственно управлялось Агентством природных ресурсов и энергетики, а также сотрудничало с Комиссией по атомной энергии Японии.